# Instonians
Instonians is een Ierse rugby-, cricket-, hockey- en golfclub uit Belfast.
De club werd op 23 mei 1919 opgericht als The Old Boys Rugby Club. In 1932 begon men bij Instonians met het beoefenen van cricket en hockey volgde in 1959. De hockeyers namen als bekerwinnaar in 2003 deel aan het Europacup II toernooi.
Instonians beschikt over een multifunctioneel sportcomplex met velden voor ten minste drie van de vier sporten.